# オビカレハ
オビカレハ（帯枯葉、Malacosoma neustria）は、チョウ目カレハガ科に属するガの一種。幼虫がウメを食害することから梅毛虫、また糸で巣をつくり集団生活をすることから天幕毛虫と呼ばれる。

## 特徴
茶色い小さなガ。風貌はドクガに近いが、本種は一生を通して毒はもたない。雌は前翅に垂直に暗褐色の帯を持つが、雄は帯の輪郭のみとなる。
園芸種を糧に生きているため、成虫よりも幼虫のほうがなじみがあるであろう。水色の体に走る3条のオレンジ帯と白く長い毛を持つ毛虫はどこでも見られる。「毛虫には毒がある」という概念のもとこのガも毒があると思われがちだが、触れてもまったく問題はない。ただし近縁種のマツカレハなどには毒があるため注意が必要。
|      |            |
| 幼虫 | 幼虫の頭部 |

## 生活史
食樹はソメイヨシノ、カキ、バラ、ウメ、モモ、リンゴ、ナシ、ウツギ、コナラ、ヤナギ、ササなど多数。枝に帯状に産み付けられた卵はそのまま越冬し、翌春に孵化する。生まれてきた茶色一色の幼虫は卵塊を中心に糸を張って集団生活を行い、餌が減ると移動する。5令幼虫になるとおのおのが巣を出て単独で行動し、その後黄色い粉のついた繭を作って蛹化。生まれた成虫がまた卵を産んで…というサイクル。このため年1化となるが、産卵数が非常に多いため大量発生も頻繁に起こる。
北海道から屋久島まで生息。
|      |      |
| オス | メス |

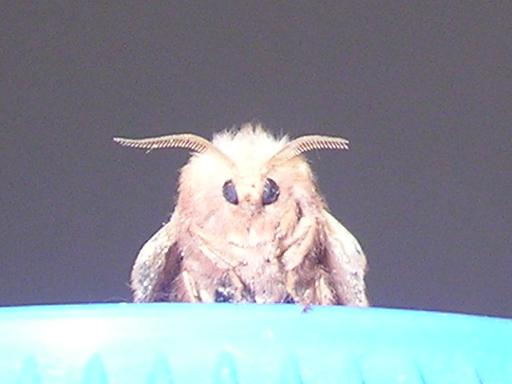
オビカレハの頭部
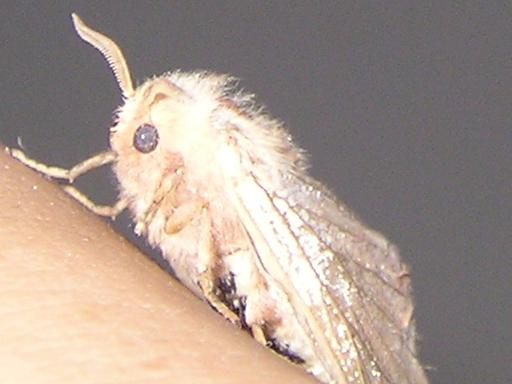
横から見たところ